# Krk
Krk (tal. Veglia), uz susjedni otok Cres najveći otok u Jadranskom moru i ujedno najveći otok u Republici Hrvatskoj (405,78 km²). Nalazi se u Primorsko-goranskoj županiji, a upravno sjedište otoka je grad Krk.

## Zemljopis

### Smještaj
Otok Krk pripada Kvarnerskoj skupini otoka smještenoj u sjevernomu Jadranu između poluotoka Istre na zapadu te Hrvatskoga Primorja na istoku. Okružen je Vinodolskim kanalom s istočne, Riječkim zaljevom sa sjeverozapadne i Kvarnerićem s jugozapadne strane. Trokutasta je oblika ili točnije oblika nepravilna četverokuta.

### Obala
Obala duga 219,12 km tvori brojne uvale (Voz, Sepen, Beli Kamik, Čavlena, Konobe, Stara Baška, Stipanja...), zaljeve (Omišaljski, Krčki, Soline), drage (Puntarska, Bašćanska, Zala) i prirodne luke (Peškera, Malinska, Lagdimor, Vela i Mala Luka, Kijac). Rezultat toga je visoki koeficijent razvedenosti obale otoka Krka od 2,6.
Obala otoka Krka u Riječkome zaljevu niska je i pristupačna, u Kvarneriću  djelomično niska i razvedena, s brojnim uvalama među kojima je najveća Puntarska draga. Najdulja obala, ona u Vinodolskome kanalu, može se podijelit u tri cjeline. Južna je izrazito strma gdje se vrhovi od preko 400 metara gotovo okomito spuštaju u more. To je područje izrazitoga krša na kojemu obitavaju bjeloglavi supovi pa je proglašeno ornitološkim rezervatom. S obzirom na to da je skoro potpuno nepristupačna, nije naseljena. Srednji dio je manje strm te pristupačniji, osobito oko uvale Soline. Sjeverni dio pruža se između uvale Slivanjska i uvale Voz. Taj dio naziva se Košćera. Tu je obala ponovno strma i potpuno nepristupačna, ali je bitno niža od one na južnome dijelu istočne obale.

### „Nekad najveći“
Otok Krk ima površinu od 405,78 km². Sve do 1993. godine Krk se smatrao najvećim jadranskim otokom. Početkom te godine, Geodetski Zavod Rijeka 
računalnim mjerenjima dobio je podatak da su otoci Krk i Cres potpuno identične površine, a što je u javnosti izazvalo senzaciju jer se Krk smatrao većim od Cresa za oko 5 km², a i jer je djelovalo nevjerojatnim da dva susjedna otoka imaju potpuno identičnu površinu. Razlog da su se desetljećima pogrešno prikazivale površine ovih dvaju otoka je u tome što je mjerenje njihovih površina prvi i posljednji put bilo 1823. godine, a od tada su podatci bili samo prepisivani.

### Krčko otočje
Iako se vrlo rijetko koristi pojam krčko otočje (arhipelag), ono postoji. Njega, uz Krk, čine: Prvić s 12,76 km² i Plavnik s 8,64 km² površine te nekoliko manjih otočića: Mali Plavnik, Sveti Marko koji služi kao glavni nosač „Krčkog Mosta“, Galun ispred Stare Baške, Kirinčić ili Školj u zaljevu Soline, Kornati u blizini Plavnika, Zečevo u Vinodolskom kanalu, a koji su kameni, goli otoci bez većega raslinja, te Košljun u Puntarskoj dragi, njima sušto suprotan, vrlo bogat vegetacijom zbog čega je proglašen rezervatom šumske vegetacije, a i naseljen jer je na njemu franjevački samostan.

### Krajobraz
- 1. S obzirom na prirodno-zemljopisne osobine, otok Krk se dijeli na mali sjeverni, prostrani središnji te visoki južni dio.

#### Sjeverni Krk
Crta koja razdvaja sjeverni i srednji Krk prolazi od uvale Sepen do zaljeva Soline. Sjeverni dio pokriva samo 34 km² ili 8,4 % površine otoka. To je zapravo visoravan na oko 60 m visine na kojoj je, zbog vapnenačke podloge i jakih udara sjevernoga vjetra bure, vegetacija degradirana i prevladava golet, osim na zapadnome zaštićenijemu dijelu oko Omišlja – i obala je u tomu području pristupačnija.
Istočna obala, Košćera, djeluje poput kamenoga zida visokoga četrdesetak metara. Na tom su djelu pristupačne jedino uvale Voz i Peškera. Vapnenačka građa dovela je do stvaranja najveće špilje na otoku – Biserujke. Nalazi se nedaleko Rudina, uz Omišalj jedinoga naselja u ovom dijelu otoka.

#### Središnji Krk
Središnji Krk obuhvaća najveći dio otoka. To je prostran kraj valovita reljefa s mnogo ponikvi i brdašaca koja rijetko prelaze 200 metara. Litološku osnovu čine vapnenačke i dolomitske stijene sklone trošenju i stvaranju rastresita tla koje je pomiješano s humusom pogodovalo bujnoj vegetaciji, a time i fauni. To je glavni razlog velikoj naseljenosti ovog dijela otoka na kojem je od ukupno 68 otočnih naselja smješteno čak 60.
U zapadnome području, na terasastoj obali koja se blago spušta prema moru smješteni su Njivice, Malinska, Krk, a u uvali Valbiska se nalazi i trajektno pristanište. Najzapadniju cjelinu čini kraj koji se naziva Šotovento. Šotovento obuhvaća deset naselja smještenih podno nekoliko brda koja ga štite od bure, a po čemu je i dobio naziv (tal. Soto vento – ispod vjetra, zavjetrina).
U sredini otoka su dva jezera: Jezero kraj Njivica i Ponikve između Malinske i Krka. Nastala su taloženjem aluvijalnih bujičnih nanosa koji su stvorili nepropusnu, ilovu koru što je omogućilo neprotjecanje tj. skupljanje vode. Oba jezera služe za vodoopskrbu otoka, ali s obzirom na to da je voda iz njih slabe kvalitete za piće i da u ljetnim mjesecima često dolazi do pomanjkanja vode, u novije vrijeme se pristupilo spajanju krčke vodoopskrbne mreže s onom Grada Rijeke, koja ima velike kapacitete i izvrsnu kvalitetu vode. Osim toga, područje Jezera je zaštićeno kao ornitološki rezervat zbog velike raznovrsnosti i broja ptica, pretežno selica, koje se tu gnijezde.
Istočni dio središnjega Krka čine uzvisine oko Dobrinja te dva polja: Vrbničko (Vrbansko) i Dobrinjsko. Za razliku od Vrbničkog koje je u potpunosti iskorišteno za poljoprivredu tj. vinogradarstvo, Dobrinjsko je polje potpuno zapušteno i zarašćeno gustom šumskom sastojinom. Kroz oba polja teku potoci, a u tom je kraju i više izvorišta koja se također koriste za vodoopskrbu; najznačajniji su Ogreni kraj Dobrinja i Paprate kraj Risike. Istočna je obala niska samo oko uvale Soline, a zatim se postupno diže. Na njoj su najveća naselja Vrbnik i Šilo.

#### Južni Krk
Južni Krk prostire se na području južno od crte Vrbnik – Dunat u Puntarskoj dragi. Ta je linija ujedno i najuži dio otoka sa samo 6 kilometara širine. Južnim Krkom prevladavaju dva usporedna gorska lanca s najvišim otočnim vrhovima te bašćanskom dolinom između njih. U ovu cjelinu ulazi i razvedena zapadna obala koja je oko mjesta Punat (Puntarska draga) niska i pristupačna, a oko Stare Baške viša i manje pristupačna. Istočna je obala potpuno nepristupačna i izrazito strma.
Krajolikom dominiraju ogoljeli pašnjaci ograđeni pastirskim međama – suhozidima, tj. gromačama, te poneki dijelovi plodne zemlje koji su tim istim suhozidima čuvani od erozije, ispiranja od snažnih bujičnih nanosa vode koji se za jakih kiša spuštaju s brda. Iznimke od te ogoljelosti kojoj osim vapnenaca doprinosi jaka i česta bura, su maleno polje u blizini Punta, Sus, i Bašćanska dolina. Oba su nekad bila intenzivno obrađivana, a danas su pretežno zapuštena. Bašćanska dolina nastavak je osnovne sinklinale otoka: Omišaljski zaljev – Omišaljsko polje – Dobrinjsko polje – Vrbničko polje – Bašćanska dolina – Bašćanska draga. Tom flišnom udolinom teče najveći vodotok na otoku, Suha Ričina ili Vela Rika. Osim njezinoga izvorišta, u ovome dijelu otoka još je nekoliko izvora, a oni u blizini Stare Baške se namjeravaju iskoristiti za izgradnju vodovoda za to mjesto. Krajnji dio Bašćanske doline je potopilo more i stvorilo Bašćansku dragu koja se uvukla u otok 3 kilometra.
- 2. S obzirom na isključivo reljef, otok se dijeli na istočni i zapadni dio.

Zapadni dio otoka je prostrana valovita zaravan sa samo tri vrha s preko 200 metra.
Istočni dio čini brdski masiv koji se pruža usporedno s Vinodolskim hrbatom na kopnu. Dio toga gorovitog lanca su vrhovi Kozlja (464 m), Diviška (471 m), Hlam (461 m). Između istočnoga i zapadnog dijela pruža se neprekinuta udolina također smjera sjeverozapad – jugoistok. Nju čine Dobrinjsko, Vrbničko i Bašćansko polje, a Omišaljski zaljev na sjeveru te Bašćanska draga na jugu zapravo su potopljeni dijelovi te udoline. Zatim slijedi zapadni gorski lanac s najvišim otočnim vrhovima Obzova (568 m), Veli vrh (541 m), Orljak (537 m), Veli (482 m) i Mali Hlam (446 m), a na jugu nastavak tog masiva predstavlja otok Prvić.

## Naselja na otoku Krku
Krk je hrvatski otok s najviše naseljenih mjesta. Ima ih ukupno 68. To su:
- Općina Baška: Baška, Batomalj, Draga Bašćanska, Jurandvor (4)

- Općina Dobrinj: Čižići, Dobrinj, Dolovo, Gabonjin, Gostinjac, Hlapa, Klanice, Klimno, Kras, Polje, Rasopasno, Rudine, Soline, Sužan, Sveti Ivan Dobrinjski, Sveti Vid Dobrinjski, Šilo, Tribulje, Žestilac, Županje (20)

- Grad Krk: Bajčići, Brusići, Brzac, Kornić, Krk, Lakmartin, Linardići, Milohnići, Muraj, Nenadići, Pinezići, Poljica, Skrbčići, Vrh, Žgaljići (15)

- Općina Malinska: Barušići, Bogovići, Kremenići, Ljutići, Malinska, Maršići, Milčetići, Milovčići, Oštrobradić, Porat, Radići, Sabljići, Sršići, Strilčići, Sveti Anton, Sveti Ivan, Sveti Vid-Miholjice, Turčić, Vantačići, Zidarići, Žgombići (21)

- Općina Omišalj: Omišalj i Njivice (2)

- Općina Punat: Punat i Stara Baška (2)

- Općina Vrbnik: Garica, Kampelje, Risika, Vrbnik (4)

Osim tih naselja postoje više zaselaka koji se vode pod nekim od spomenutih naselja. Neka od njih su: Kosić i Salatić kraj Vrha, Kozarin i Stoza kraj Garice, Glavotok kraj Brzaca, Paprata i Mavri kraj Risike.
Ima i lokaliteta na kojima je do nedavno postojalo naselje, npr. Voz, Jezero, ili će vjerojatno nastati, npr. Valbiska.

## Stanovništvo
Prema popisu stanovnika iz 2011. godine otok Krk ima 19 286 stanovnika. U odnosu na 2001. godinu (17 860 st.) to je porast od 8%. Uz Pag koji u zadnjem međupopisnom razdoblju bilježi rast od 10%, Krk je drugi otok prema porastu broja stanovnika. Zadnjih tridesetak godina godina Krk bilježi stalni porast broja stanovnika. Glavni uzrok tome je izgradnja Krčkoga mosta 1980. godine koji je najveći dio otoka pretvorio u predgrađe Rijeke.

### Poznate osobe
Otok Krk dao je mnogo poznatih osoba. Od osoba iz ranije povijesti za koje dosad nije nađeno iz kojeg su naselja, ppznat je Jakob Baromić.

## Povijest

### Pretpovijest
Otok Krk, zahvaljujući zemljopisnoj raznolikosti, bogatoj vegetaciji, blagoj sredozemnoj klimi, mnogim izvorima pitke vode, bio je naseljen još u pretpovijesti. Većina pronađenih predmeta iz toga doba je propala ili se nalazi u muzejima izvan otoka. Na otoku je najveća zbirka tih predmeta u župnom uredu u Vrbniku koju je početkom 20. st. sakupio svećenik Nikola Butković. Riječ je pretežno o glatko izbrušenim kamenim sjekirama, klinovima i batovima te brončanom nakitu, a sve to s područja Vrbnika, Risike, Polja i Dobrinja. Na Košljunu se čuva kameni bat iz Vrbnika, kameni nož pronađen 1881. u Dobrinju, kamena sjekira pronađena na području Punta te brončani nakit. Svi ti predmeti potječu iz mlađeg kamenog te iz brončanog doba.
Osim predmeta, o višetisućljetnoj naseljenosti otoka svjedoče i nastambe građene suhozidom, ali za koje je teško nedvojbeno utvrditi da li potječu iz kamenog doba ili su ih izgradili Iliri. Vjerojatno su neke izgrađene u kamenom dobu, a kasnije su ih koristili i ilirsko pleme Liburni.

### Iliri
Oko 1000 godina pr. Kr. na otok se naseljavaju Iliri i to prvo pleme Japoda. Oni su živjeli na otoku sve do oko 400. pr. Kr. kada ih sa sjevera potiskuju Kelti. Međutim, Kelti se na otoku nisu dulje zadržali i nema njihovih ostataka. Prolaskom Kelta, na Krk dolazi drugo ilirsko pleme, Liburni. Oni su se na otoku zadržali više od tisuću godina i nakon što su ih pokorili Rimljani, sve do dolaska Hrvata u 7. st. kada se ostaci romaniziranih Liburna stapaju s njima. Moguće je da se manji dio Liburna zadržao još neko vrijeme nakon 7. st.
Iliri su bili sjedilački narod koji se bavi ratarstvom i stočarstvom, lončarstvom te pomorstvom, naročito gusarenjem. Za razliku od pretpovijesnih stanovnika Krka koji su živjeli u nizinama u blizini voda i močvara, Iliri grade svoja staništa na vrhovima brda koja dominiraju okolinom kako bi ranije uočili približavanje neprijatelja. Ta svaja staništa redovito ograđuju s više koncentričnih ovalnih kamenih bedema. Mnogo je ostataka ilirskih naselja na krčkim brdima, npr: Mali i Veli Kaslir južno od Punta, Orlavica kraj Stare Baške, Gradišće kraj Dobrinja, Zagrajini kraj Krasa, Kostrij blizu Vrbnika, Gradac ponad uvale Čavlena. Povjesničari smatraju da je ilirsko naselje bilo na svakoj uzvisini koja se naziva Grad, Gradac, Gračišće i slično. Time se broj ilirskih naselja na Krku još više povećava.Srednjevjekovni kašteli, danas općinska središta, Omišalj, Dobrinj, Vrbnik i prvotna Baška također su ilirska naselja na što ukazuje njihov smještaj, ali i kod svakog od njih, pronađeni ilirski ostatci. Osim toga, Dobrinj i Vrbnik kroz povijest je okolno stanovništvo često nazivalo samo "Grad".
Grad Krk je također bio ilirsko naselje i to najveće na otoku, već u to doba s jakim zidinama. Međutim, romanist Petar Skok vrlo uvjerljivo dokazuje da grad Krk nisu osnovali Iliri nego neko nepoznato predilirsko pleme. Prema Skoku, Kurikta, prvotno ime Krka, je ilirizirana riječ nepoznatog mediteranskog naroda. Najbolji dokaz o predilirskom osnutku grada Krka je smještaj grada. Za razliku od ilirskih nselja, Krk je smješten u nezaštićenoj dolini, na obali otvorenog zaljeva. U prilog ove teorije možda ide i pronalazak fragmenata obojene apulijske keramike s vanjske strane zidina, nastale oko 600 godina pr. Kr., prilikom pregrađivanja dijela gradskog zida iza Vijećnice 1973. Pitanje je da li ta keramika potječe još od tog predilirskog naroda ili su u njen posjed došli Iliri trgujući. Ono na što nedvojbeno to otkriće ukazuje jest da je grad Krk bio obzidan zidinama već 600 g. pr. Kr. U gradu je pronađeno više predmeta, nakita i nadgrobnih spomenika ilirskog porijekla.
229. pr. Kr. Iliri su zaratili s Rimljanima te bili poraženi, ali Rimljani nisu odmah zauzeli cijelo područje koje su naseljavali Iliri jer su ovi često dizali ustanke. Nakon više od 200 godina borbi Rimljani su konačno 9. g. po. Kr. pokorili sav Ilirik. O Krku u tom razdoblju nema značajnijih podataka pa je nemoguće reći kada su točno Rimljani u tom dugom periodu zauzeli sam otok. Susjedno pleme Histri bili su prvi na udaru Rimljana, no Liburni su se izgleda dugo odupirali. Poznato je da su u posljednjem velikom ustanku, Batonskom ustanku, sudjelovale i liburnske lađe što može ukazivat da je Krk kasno pao pod Rimljane jer su Liburni na otoku imali snažno utvrđen grad te niz manjih utvrđenih naselja. Na to upućuje i drugi naziv za spomenuto brdo Kaslir na kojem je bilo ilirsko naselje, a to je Krvava glavica. Taj naziv možda upućuje na boj između Liburna i Rimljana jer kasnije na tom području nije bilo borbi.
No, i nakon pada pod Rimsko Carstvo, Liburni ostaju glavno stanovništvo na otoku. Rimljani naseljavaju tek najveće naselje, grad Krk, i osnivaju samo jedno novo naselje, Fulfinum u uvali Sepen kraj Omišlja. Takva podvojenost otoka zadržala se sve do dolaska Hrvata. Naime, oni su u 7. st. preuzeli naziv za otok upravo od ilirskog Kurikta, a ne od romanskog Vecla, a što ukazuje da su Iliri, iako kroz nekoliko stoljeća velikim dijelom romanizirani, ipak zadržali dio svog jezika, običaja, vjere, a smatra se, čak i suđenje po svojim plemenskim običajima. Štoviše postoje teorije da su se male zajednice Ilira zadržale jako dugo, čak do 15. st na nekim područjima otoka, npr. Korintija kraj Baške.

### Rimljani
S obzirom na to da se ne zna točno kada su Rimljani zagospodarili Krkom, uzima se da je to nedvojbeno bilo 9. godine po Kristu, kada su u potpunosti ugušili ilirski ustanak. Njihova vlast nad otokom trajala je neprekidno sve do 480. godine. O zbivanjima na otoku za vrijeme tih pet stoljeća zna se vrlo malo; uglavnom se zaključci izvode na temelju općih zbivanja te manjim dijelom iz arheoloških ostataka. Dio tih ostataka se očuvao, ali je velik dio propao, a vjeruje se kako još mnogo toga nije niti otkriveno.
Kao i na drugim osvojenim područjima, Rimljani su i nad otokom Krkom proširili djelovanje svojih zakona, gradili ceste (najznačajnija je bila između Fulfiniuma i Vecle tj. Omišlja i Krka, a njezinu trasu većim dijelom prati i današnja glavna otočna magistrala), vojačili mlado stanovništvo u vojsku, djelomično romanizirali zatečene Ilire, podizali vojničke tabore te što je osobito važno, izgradili novi grad na sjeveru otoka, Fulfinium, a zatečeni grad Krk preuredili i prilagodili prema svojim običajima, stvarajući cardo i decumanus, podižući terme, hramove, zidine, vodovode. Ipak Rimljani nisu bili glavni element stanovništva na otoku jer su to i dalje u velikoj većini bili Iliri. Na to ukazuje i vrlo malo sačuvanih rimskih natpisa. Iliri koji su živjeli u Krku, tj. kako su ga oni nazivali Kurikta, romanizirani su vrlo brzo, ali je većina Ilira izvan spomenutih dvaju gradova još dugo zadržala svoje običaje, jezik, kulturu, vjeru. Nakon što su Rimljani negdje između 81. i 96. godine izgradili novi grad Fulfinium na strateški važnom prolazu između Krka i kopna, dotadašnju Kuriktu počeli su nazivati Starim gradom, Vecla. Poznati romanist Petar Skok smatrao je, dok nije otkriven kamen koji je jasno ukazao da se Fulfinium nalazio u blizini Omišlja, da je Fulfinium bio na području današnjeg Punta. Na to su ga potakli brojni romanski nazivi lokaliteta, naročito otočić Košljun te lokalitet Kaslone sjeverno od Krka (od castellione, castellum – utvrda), a za koje je smatrao da su bile stražarnice Krka i tog Novog grada. Osim toga, južno od Punta je uvala Konobe (od lat. canape, canabe – naselje obitelji vojnika, veterana, trgovaca), a nad njom brda Mali i Veli Kaslir (opet od castellum) i polje Sus (lat. svinja), ali i rt Negrit. Međutim, unatoč romanskom nazivlju lokaliteta u okolici Punta, na tom području nije nađeno značajnih rimskih ostataka, tek kameni sarkofag s novcem i zlatnim nakitom na Susu, grob od rimskih opeka na Dunatu te nekoliko fragmenata natpisa u samom Puntu. Romansko nazivlje zadržalo se jer se mjesto Punat počelo širiti kasno, tek u 19. st., a do tada je bilo mali zaseok, suburbij, predgrađe grada Krka.
Značajni rimski ostatci pronađeni su na području Baške, kod ruševina kapele svetog Marka gdje su sačuvani rimski mozaici i tragovi vodovoda. U samoj Baški su nađeni mozaici, amfore, nakit i veliki kapitel. Utvrđeno je da je i sama crkva svete Lucije u Jurandvoru podignuta na temeljima bivšeg benediktinskog samostana, a on na, vjerojatno gospodarskom, zdanju (villa rustica) iz rimskog doba. U i podno Risike, kod crkve svetog Mavra nedaleko Vrbnika te kraj Šila, pronađeni su grobovi s nakitom i novcem, rimske opeke i pod jedan natpis. U samom Omišlju je pronađen natpis nekom isluženom vojniku, veteranu koji je služio u 8. rimskoj legiji, zvanoj Augusta. Rimski ostatci pronađeni su još i uz kapelu sveta Fuska kraj Pinezića te u Staroj Baški i Dragi Bašćanskoj.

### Doseljenje Hrvata
Smatra se da su Hrvati naselili otok Krk krajem 6. ili početkom 7. st. iako za to nema pouzdanih podataka. Okolnosti za naseljenje otoka bile su povoljne jer se nalazio pod Bizantskom vlašću, ali na rubu carstva, a nakon propasti Zapadnog Rimskog Carstva romansko i romanizirano stanovništvo je bilo prorijeđeno, bez vojske.
Malo je podataka iz toga doba pa postoji mnogo mogućnosti. Ne zna se jesu li Hrvati naselili otok boreći se s domicilnim stanovništvom ili ih je lokalni živalj mirno prihvatio i izmješao se s njima. Kako je rimski grad Fulfinium nestao otprilike u to doba moguće je da su ga razorili Hrvati. S obzirom na to da je grad Krk opstao vjerojatno se dio romanskog i romaniziranog stanovništva povukao unutar gradskih zidina. Vjerojatno je i da su preostali Liburni (ili bar dio njih) prihvatili Hrvate. Tome u prilog ide činjenica što su Hrvati preuzeli naziv za otok i grad Krk od liburnskog Kurikta, a ne od romanskog Vecla iako je on bio u upotrebi već oko 500 godina. Činjenica što su svi kašteli podignuti na mjestu dotadašnjih ilirskih naselja može se tumačit dvojako; da su se Liburni i Hrvati međusobno izmješali, ali i da su Hrvati pokorili Liburne i na mjestu razorenih ilirskih naselja izgradili svoje kaštele.
Sigurno je da su Hrvati naselili veći dio otoka, otprilike do linije Malinska – Stara Baška. Istočno od nje su osnovali četiri kaštela: Omišalj, Dobrinj, Vrbnik i Bašku. Zapadno od spomenute linije (područje Šotoventa, okolica grada Krk, područje današnje općine Punat) ostao je još nekoliko stoljeća naseljen pretežno romanskim stanovništvom, a Hrvati su ga naseljavali postupno, kroz mnogo stoljeća. Točno su liniju razgraničenja utvrdili najprije romanist Petar Skok, a kasnije su njezin južni kraj ispravili Mihovil Bolonić i Ivan Žic Rokov. Prema Petru Skoku linija je išla od Punta Pelove kraj Porta u Dubašnici preko Kaslona i zaseoka Muraj na Treskavac sve do Drage Bašćanske. Bolonić i Žic su ispravno[nedostaje izvor] korigirali liniju koja po njima od Muraja ide na Kuku te prolazi tek malo istočnije od Punta, isključujući Treskavac, preko polja Sus na rt Negrit. Utvrđivanje linije provođeno je na temelju toponima, a koji su istočno od linije hrvatskog porijekla, a zapadno su romanskog (latinskog). Skok kao najstarije hrvatske nazive na Krku navodi Hlam, Njivice, Poljica, Ert i Ret (danas rt), Gabonjin, Kozarin, Jurandvor. Povjesničar Vjekoslav Klaić među najstarije nazive ubraja: Hlam/Klam, Kivno/Kibno, Gostinjoc, Poje, Tribùje, Vetrnà, Žestiloc, Dòlova, Gabonjin, Sužàn, Šugare, Hlapa.
Najstariji povijesni izvor koji spominje kaštele je "Darovnica slavnoga Dragoslava" napisana 1. siječnja 1100. glagoljicom. U njoj se govori o Dobrinju na način iz kojeg je jasno da je već dugo vremena dobro organizirana komuna, općina, a spominje se i Vrbnik. Kaštel Omišalj se prvi put spominje u jednoj biskupskoj darovnici 1153. Kaštel Baška nalazio se, kao i ostala tri kaštela, na uzvisini, na mjestu gdje se danas nalazi tek crkva sv. Ivana Krstitelja i mjesno groblje. Prvi put se spominje 1232. u dokumentu koji govori o dogovoru trojice braće krčkih knezova o upravljanju otokom.
O starini kaštela govori i činjenica da se u njima govorio, a i dan-danas se govori specifičnim, arhaičnim oblikom čakavskog narječja. U Omišlju i Vrbniku čekavicom, u Dobrinju naročito arhaičnom čokavicom, a u Baški cakavicom.
Naselivši otok Hrvati su kroz stoljeće-dva prihvatili kršćanstvo, a zatim i glagoljicu kao svoje pismo. To dokazuje velik broj crkava i kapela koje se spominju već u 11. i 12. stoljeću. Osim toga s Krka potječu i jedni od najstarijih i najznačajnih glagoljaških spomenika: Bašćanska ploča, Krčki natpis i Jurandvorski fragment. Svi oni nastali su do kraja 11. st. Sačuvano je i preko 200 glagoljskih rukopisa iz razdoblja 12. – 14. st.
Mlečani su 1248. dali popisati plemićke obitelji na otoku, a popis je sačinjen prema izjavama petero uglednika. Tom prilikom navedena su četiri drevna roda: Dognani vjerojatno iz Omišlja, Subinić (Zubinić) vjerojatno iz Dobrinja, Tugomorić vjerojatno iz Vrbnika i Zudinić vjerojatno iz Baške. Pored ta četiri velika roda postojalo je još oko 30 plemićkih obitelji.

### Samostalna Hrvatska
U Domovinskom ratu mobilizirani stanovnici otoka Krka uglavnom su bili okupljeni u krčku bojnu 111. riječke brigade Hrvatske vojske.

## Jezično bogatstvo
Na otoku Krku, prostoru od 405 km², govorilo se kroz povijest mnogo različitih jezika i narječja. Prvi poznati jezik na otoku bio je ilirski jezik; od slavenskih jezika to je hrvatski, točnije čakavsko narječje s nekoliko oblika, a od romanskih jezika i narječja to su bili: latinski, veclisun ili veljotski ili krčkoromanski, krčkorumunjski, mletačko-tršćanski i talijanski jezik.

### Ilirski i latinski jezik
Prvi poznati stanovnici, Iliri, točnije Liburni, govorili su, oko 1000. pr. Kr., indoeuropskim ilirskim jezikom. Njih su od 3. st. pr. Kr. počeli pokoravati rimljani šireći time na otoku upotrebu latinskog jezika. Konačno su rimljani zauzeli ove krajeve tek početkom 1. st. n. Kr. čime je latinski značajnije potisnuo ilirski jezik, ali ga nikada nije u potpunosti istisnuo iz upotrebe. To dokazuje i činjenica da su Hrvati, koji su se na otok Krk doselili krajem 6. i početkom 7. st., prihvatili naziv otoka od ilirskog „Kurikta“, a ne od romanskog „Vecla“ iako je taj naziv bio u upotrebi već petstotinjak godina. Ipak, latinski je na Krku ostavio puno dublji trag od ilirskog jezika, naročito na toponime, ali i time što se iz latinske vulgate kasnije razvio posebno narječje, tzv. veljoto.

### Arhaični oblici čakavskog narječja
Dolaskom Slavena odnosno Hrvata, na Krk dolazi i novi jezik – starohrvatski tj. staročakavski. Hrvati su osnovali četiri kaštela na istočnoj strani otoka, Omišalj, Dobrinj, Vrbnik i Bašku, a u svakom od tih kaštela i pripadajućim selima govorio se poseban oblik staročakavskog. Ti oblici, iako kroz stoljeća bitno izmijenjeni, postoje i danas. Tako se u Omišlju i Vrbniku govori „čekavicom“ karakterističnom po upitno-odnosnoj zamjenici „če“ umjesto „ča“, u Dobrinju „čokavicom“, upitno-odnosna zamjenica „čo“, a u Baški „cakavicom“, „ca“. Takvi oblici, osim na Krku, zadržali su se i na nekim drugim otocima i u priobalju (npr. Brač). Svi ti oblici čakavice zapravo su arhaični oblici kojima danas prijeti izumiranje. Naročito se smanjuje broj govornika cakavice i čokavice. U bašćanskim selima Batomlju i Jurandvoru cakavicu je gotovo potpuno zamijenila čakavica, dok se cakavica donekle odražala u Dragi Bašćanskoj i Baški, ali i tamo sve rjeđe. I u selima oko Dobrinja čokavica uzmiče pred čakavicom. Najviše se zadržala čekavica, naročito u samom Vrbniku. Razlog tome je djelomično i činjenica što u Vrbniku od svih spomenutih općina, ima najmanje pridošlog stanovništva, odnosno najviše autohtonog.

### "Novi" oblik čakavskog narječja
Druga polovina 19. i prva polovina 20. st. razdoblje je snažnog širenja novijeg oblika čakavskog koju temeljno karakterizira upotreba upitno-odnosne zamjenice „ča“. Ta „nova“ čakavica proširila se prvenstveno na područje Punta, Kornića, Dubašnice, Šotoventa, ali i u sam grad Krk. Na području Dubašnice i Šotoventa ona je kroz stoljeća postupno istiskivala tzv. krčkorumunjsko narječje, dok je u Puntu, Korniću i Krku potiskivala drugi romanski jezik, tzv. veclisun ili veljoto. U samom gradu Krku tijekom 20. st. u potpunosti je potisnula staro mletačko-tršćansko narječje, a zatim i novi, službeni talijanski jezik. I u današnje vrijeme ta „nova“ čakavica potiskuje arhaične oblike čakavskog narječja, spomenute čekavicu, čokavicu i cakavicu, ali to, uz čakavicu čini i štokavica. Krčka čakavica dio je srednjočakavske skupine, a karakterizira ju ikavsko-ekavski govor.

### Krčkoromansko ili veclisun ili veljotsko narječje
Pored hrvatskog odnosno čakavskog govora, na Krku se govorilo i nekoliko romanskih jezika odnosno narječja.
Nakon propasti Zapadnog Rimskog Carstva u 5. st., latinski je jezik izgubio svog „nositelja“. Otok se nalazio tijekom idućih nekoliko stoljeća pretežno pod Bizantom u kojem je od 7. st. glavni jezik bio grčki jezik. Međutim, latinski se nije izgubio nego se na otocima i nekim priobalnim gradovima (Zadar, Dubrovnik) transformirao u dalmatski. Postojalo je više oblika dalmatskog jezika, npr. raguzejski u Dubrovniku, ali se najdulje među njima zadražao oblik dalmatskog koji se govorio na Krku. Njega je koncem 19. st. proučavao istarski iridentist, glotolog Mateo Giulio Bartoli koji je popisao oko 3000 riječi, a jezik je nazvao veljotskim prema talijanskom nazivu za Krk „Veglia“. Sami govornici su ga nazivali vecklisun. Veclisun se počeo razvijati negdje oko 7. st. čime je već od početka bio pod utjecajem slavenskog tj. čakavskog, a naročito od 10. st. Od 15. st. veclisun ili veljoto je bio i pod utjecajem mletačkog, a u 19. st. i talijanskog jezika. Veljotsko narječje se govorilo prvenstveno u samom gradu Krku, ali i u okolnim mjestima (Punat, Kornić) te u dijelovima otoka koje su obrađivali i koristili stanovnici grada Krka (Picik, Šotovento do naseljenja Vlaha u 15. st.). Posljednjim govornikom toga jezika smatra se Anton Udina Burbur koji je poginuo 1898., iako su i nakon njega pojedinci poznavali neke riječi tog jezika koji je pripadao zapadnoitalskoj skupini romanskih jezika. Time je veljoto zapravo najdulje održani jezik koji je izravno potekao iz latinskog jezika.

### Krčkorumunjsko narječje
Sredinom 15. st., krčki knez Ivan VII Frankapan na otok je doselio oko 200 obitelji s Velebita. Naselio ih je na područje Dubašnice, Šotoventa, u neka sela sjeverne dobrinjštine (Sužan, Čižići, Šugare, Soline), a malo i u neka druga mjesta na otoku (npr. Vrh). Oni su govorili specifičnim vlaškim, arumunjskim jezikom. Taj se jezik danas naziva krčkorumunjskim narječjem. On je pripadao skupini istočnoromanskih jezika i konkretno o njemu nema sačuvanih podataka kao što je to slučaj s veljotskim narječjem. Međutim, jer je dio tih doseljenika, Vlaha, već krajem 15. st. odselio u sjevernu Istru, a tamo je zadržalo taj vlaški govor još oko 1000 govornika, krčkorumunjski je najbliži srodnik današnjem istrorumunjskom narječju. Krčkorumunjsko narječje je kroz 300-tinjak godina potpuno potisnuto od čakavskog narječja. Posljednjim govornikom smatra se Mate Bajčić Gašpović koji je umro u Poljicama 1875.

### Mletačko-tršćansko narječje
U 15. st., a naročito nakon pada otoka pod Mletačku Republiku 1480., počinje širenje još jednog romanskog jezika, mletačkog. Osim samog mletačkog puno je primljenih riječi i iz tršćanskog narječja tako da su zapravo u 19. st. Talijani i oni koji su se osjećali Talijanima zapravo govorili mješavinom venecijanskog i tršćanskog narječja.

### Talijanski jezik
Ujedinjenjem Italije sredinom 19. st. i pojavom talijanskog iredentizma, dotadašnji venecijansko-tršćanski govor, naročito prisutan u gradu Krku, postepeno potiskuje književni talijanski jezik (toskanski). To je naročito prisutno u prvoj polovini 20. st. kada je otok, u dva navrata, bio nekoliko godina pod talijanskom okupacijom. Zbog toga, mali broj današnjih Talijana u Krku govori književnim talijanskim jezikom s tek primjesama nekadašnjeg venecijansko-tršćanskog narječja.

## Lokalna uprava i samouprava
Otok Krk je podijeljen između sedam jedinica lokalne samouprave i uprave. To su Grad Krk i općine: Omišalj, Malinska – Dubašnica, Dobrinj, Vrbnik, Punat i Baška.
Kroz povijest se administrativna podjela otoka vrlo malo mijenjala.  Doseljenjem Hrvata na otok u 7. st., formiraju se četiri kaštela, tj. općine: Omišalj, Dobrinj, Vrbnik i Baška, a uz, još od predilirskih vremena postojeći, grad Krk. Takva podjela postojala je zasigurno već u 12. st. na što jasno upućuje Darovnica slavnoga Dragoslava, a vjerojatno već i prije. Tako je otok stoljećima bio podijeljen na četiri slavenske općine na istočnom dijelu i jednu romansku općinu na zapadnom dijelu otoka. Jedino je u vrijeme francuske okupacije otoka početkom 19. st. bilo kratkotrajnih izmjena.
Tek koncem 19. st. dolazi do značajnih promjena kada su Talijani i talijanaši iz grada Krka, da ne bi izgubili upravu nad samim gradom, odlučili popustiti većinskom hrvatskom stanovništvu i 1883. godine dopustili formiranje općine Dubašnice, a 1886. godine općine Punat. Općina Dubašnica obuhvatila je pretežno dotadašnji sjeverni dio općine Krk te u manjoj mjeri južni dio općine Omišalj. Općina Punat obuhvatila je pretežno dotadašnje područje općine Krk, a u manjoj mjeri i općina Baška (područje Stare Baške) i Vrbnik. Tadašnja općina Punat bila je znatno veća od današnje jer su u nju bili uključeni i Kornić, Lakmartin i Muraj koji su 1992. pripojeni ponovno Gradu Krku.
U vrijeme SFR Jugoslavije, svih sedam jedinica je udruženo u jedinstvenu općinu Krk.
Jedino problematično područje je Šotovento. Taj kraj, površine oko 46 km², s oko tisuću stanovnika u 10 naselja pripada Gradu Krku iako je podjednako pod utjecajem Malinske i Krka. S obzirom na to da u Šotoventu nema središnjeg naselja i da kroz povijest nikada nije bio zasebna općina, smatra se kompromisnim rješenjem da i dalje ostane dijelom Grada Krka.
| Općina/grad          | Površ. km² | Br. stan. (2001.) | Stan./km² | Naselja |
| -------------------- | ---------- | ----------------- | --------- | ------- |
| Krk                  | 107        | 5.491             | 51,3      | 15      |
| Baška                | 100        | 1.554             | 15,5      | 4       |
| Dobrinj              | 55         | 1.970             | 35,8      | 20      |
| Malinska – Dubašnica | 43         | 2.726             | 63,4      | 21      |
| Omišalj              | 37         | 2.998             | 81,0      | 2       |
| Punat                | 34         | 1.876             | 55,2      | 2       |
| Vrbnik               | 52         | 1.245             | 23,9      | 4       |
| Ukupno               | 428        | 17.860            | 41,7      | 68      |

Ukupna površina područja općina prelazi površinu otoka Krka jer neke jedinice osim područja otoka Krka obuhvaćaju i susjedne otoke, npr. Grad Krk obuhvaća i otok Plavnik, a Baška otok Prvić.

## Promet
Oko 1 km istočno od Omišlja na otoku se nalazi Zračna luka Rijeka (ili Rijeka/Krk I.), zračna luka civilnog zrakoplovstva. Od centra Rijeke, za čije je potrebe izgrađena, udaljena je oko 17 km zračnom linijom, odnosno oko 25 km cestom.

## Kultura i tradicija
Na otoku djeluju 22 folklorne skupine koje su usmjerene na očuvanje tradicionalnih narodnih nošnji, sviranja tradicionalnog instrumenta sopila (sopela) te tradicionalnog pjevanja (čak. "kanat"). Od 1935. održava se festival otočnih folklornih skupina. Na 65. festivalu folklora otoka Krka, održanom 2010. godine na dobrinjskoj "Placi", okupilo se više od 600 sudionika.
Otok Krk je uključen u program Rijeka 2020 – Europska prijestolnica kulture. Kroz program "27 susjedstava” grad Krk, Malinska i Vrbnik održavaju kulturna događanja kroz 2020. godinu. Uz njih Općina Baška sudjelovala je u programu "Lungomare Art" temeljem kojeg je postavljena trajna umjetnička instalacija "Kapi" koja stavlja naglasak na tradicionalnu suhozidnu arhitekturu.

## Spomenici i znamenitosti
- Bašćanska ploča u Jurandvoru napravljena 1100. koja je jedini cjeloviti spomenik.
- Crkva svete Lucije u Jurandvoru u kojoj je pronađena znamenita Bašćanska ploča.
- Umjetnička instalacija "Kapi" na brdu iznad Baške.
- Krčka katedrala posvećena je uznesenja blažene Djevice Marije.
- Krčki most kojim je od 19. srpnja 1980. otok Krk povezan s kopnom.

## Gospodarstvo
Turizam, poljodjelstvo, naftna industrija i prometno čvorište. Od srpnja 2016. Krk ima poljodjelski proizvod čije je ime zaštićeno na razini EU, krčko maslinovo ulje.

## Krčka biskupija
Krčka biskupija je biskupija sa sjedištem u gradu Krku, a obuhvaća otok Krk te pridružena područja povijesne Osorske i Rapske biskupije. Postojala je već u ranokršćanskom razdoblju, a prvi poznati biskup bio je Andrija. Na području biskupije sačuvan je znatan broj ostataka glagoljaške baštine.

## Flora i fauna
- Na otoku Krku osnova je 1969. godine prvi ornitološki rezervat za bjeloglave supove u svijetu.[22]
- Na Krku postoji više od 30 vrsta vodozemaca i gmazova.[22]

- Po Krku je dobila ime hrvatska endemska vrsta maslačka, krčki maslačak.

## Komunalna infrastruktura
Sve jedinice lokalne samouprave na otoku Krku suvlasnici su trgovačkog komunalnog društva "Ponikve" koje brine o gospodarenju otpadom te o vodopskrbi i odvodnji otpadnih voda na području cijelog otoka. U pogledu zbrinjavanja otpadom između 2000. i 2010. godine postignut je veliki napredak. To je naročito u pogledu uređenja i modernizacije jedinstvenog odlagališta odpada za cijeli otok na lokalitetu Treskavac smještenog kraj ceste Punat – Baška, te u pogledu prikupljanja i zbrinjavanja otpada, a koji sustav je nazvan "Eko otok Krk". To je prvi takav sustav uveden u Hrvatskoj, pokrenut u lipnju 2005. i čija je investicija vrijedila 37 milijuna kuna. Sredstva su investirana u sanaciju i modernizaciju spomenutog odlagališta "Treskavac" te u nabavu i razmještaj 6500 spremnika otpada na 1400 mjesta, a koji spremnici su razvrstani prema 5 skupina otpada (biootpad, papir i karton, plastična ambalaža, staklo te ostalo). Već do 2007. godine postignut je 25 postotni udio razvrstanog otpada, a za što je na razini države kao rok određena tek 2025. godina. U 2010. godini se na taj način prikupljalo oko 30 % razdvojenog otpada, a ostatak se razvrstava na samom odlagalištu. Ukupno se godišnje na otoku Krku sakupi 19 500 tona komunalnog otpada.
Uspješnost u razdvajanju i recilklaži otpada imala je učinak i za najvažniju otočnu gospodarsku granu – turizam. Naime, otok Krk je među turistima poznat kao ekološka destinacija predana zaštiti okoliša.

### Svjetlovodna mreža
Grad Krk je 2009. godine pokrenuo projekt realizacije gradske svjetlovodne mreže kao djela komunalne infrastrukture. Tim projektom Grad Krk želi izgraditi svjetlovodnu infrastrukturu do svakog domaćinstva i do svakog poslovnog subjekta na području cijelog Grada, dakle samog mjesta Krk i 14 okolnih naselja. Područje zahvata obuhvaća 6243 stanovnika i 6000 stambenih jedinica. Krenulo se s izradom studije izvodljivosti. Početkom 2013. godine dobivena je lokacijska dozvola a idući korak je izrada glavnog projekta i dobivanje građevinske dozvole te prijava za sredstva iz Strukturnog fonda EU. Razmišlja se o proširivanju projekta i na druge dijelove otoka.

## Galerija

### Stare slike
- Krk 24. travnja 1935.
- Krk 6. kolovoza 1935.
- Krk 11. listopada 1937.

## Vanjske poveznice
- Turistička zajednica otoka Krka